# Business case
Ett business case (det engelska begreppet används oftare än direktöversättningen affärsfall) utgör en underbyggd argumentation till varför ett projekt, en investering eller en annan åtgärd bör genomföras av ett företag eller organisation. Ett business case presenteras ofta i form av ett välstrukturerat skrivet dokument, men kan också utgöras av en muntlig presentation, och utgör ett beslutsunderlag för beslutsfattare inom företaget eller organisationen som har att ta ställning till det aktuella förslaget, exempelvis en företagsledning eller styrelse. Det kan finnas en stor likhet med en investeringskalkyl, men ett business case kan tas fram även för andra förändringar än investeringar, och behandlar ofta såväl kvantifierbara som icke kvantifierbara aspekter av det som föreslås.